# Ammoecius dogueti
Ammoecius dogueti är en skalbaggsart som beskrevs av Baraud 1980. Ammoecius dogueti ingår i släktet Ammoecius och familjen Aphodiidae. Inga underarter finns listade i Catalogue of Life.